# Беляев, Владимир Павлович
Влади́мир Па́влович Беля́ев (3 апреля 1909 — 11 февраля 1990) —  советский писатель-пропагандист украинского происхождения.
Лауреат Сталинской премии третьей степени (1952) и премии КГБ СССР. Наиболее известен как автор трилогии «Старая крепость».

## Биография
Родился 21 марта (3 апреля) 1909 года в г. Каменце-Подольском в семье секретаря окружного суда Павла Федоровича Цисевича. По окончании школы-семилетки учился в ФЗУ при заводе «Мотор» и в вечернем Педагогическом институте. В 1924 году вступил в комсомол. Приписав себе два года, вступил в отряд ЧОН для помощи пограничным частям. С 1926 года работал литейщиком на Первомайском машиностроительном заводе им. П. П. Шмидта в Бердянске, в редакции газет «Червоний кордон», «Молодой рабочий». В 1929—1930 годах служил в РККА. По окончании службы до 1934 года работал на Ленинградском заводе «Большевик» сварщиком, слесарем, а затем начальником отдела.
Вот что рассказывал сам писатель о своей работе в Ленинграде (в пересказе украинского советского писателя А. Ф. Хижняка):
На заводе мы делали первые советские опытные средние танки... Работали днем и ночью, домой ездили редко. Как-то ночью (это был 1933 год) открылась дверь, и в нашу мастерскую вошел Сергей Миронович Киров. Мы спали под танком — грязные, голодные, а здесь выскочили, как пули. Киров забрался в танк, проверил рулевое управление. Говорит: «А чего это вы, ребята, спите на полу?» Мы ответили, что ночью трамваи не ходят и лучше ночевать здесь: на сон остается больше времени. Тогда Киров говорит нашему директору, хорошему, кстати, человеку, М. В. Барыкову: «Отпустите ребят со мной, подвезу их домой — отоспаться ...». Никогда не забыть мне этой ночной поездки по сонному городу... Сергей Миронович расспрашивал нас, как живем, питаемся, что читаем, интересовался нашими биографиями... Узнав о том, что я без отрыва от производства редактирую первую в городе ежедневную стенгазету», Киров посоветовал: «Не останавливайтесь! Пишите дальше, совершенствуйте свое перо, когда есть что рассказать людям. Возможно, из вас потом получится настоящий литератор! Я тоже когда-то был журналистом, сотрудничал в газете «Терек», мечтал написать большую книгу, но события обернулись так, что пришлось отдавать всего себя партийной работе...». Совет Сергея Мироновича Кирова запал мне в душу. Это доброе отцовское напутствие определило мой дальнейший путь от газетных заметок в настоящую литературу. На заводе я начал обдумывать и писать главную книгу моей жизни — трилогию «Старая крепость». Толчком к написанию «Старой крепости» были слова С. М. Кирова: «Расскажите о вашей молодости, о первых годах революции»
С 1923 года публиковался в местной прессе. Первые художественные произведения — рассказы «Детство» и «Ровесники». В 1934 году рассказ «Ровесники» отмечен 2-й премией ВЦСПС на Всесоюзном конкурсе рабочих авторов. С 1934 года работая в редакции журнала «Литературный современник», был откомандирован в Казань "собрать все материалы по быту, жизни и учебе Сергея Мироновича в Казани, материалы самые разнообразные, самые колоритные, все факты, в том числе и крупные, и мелкие, на которых можно было бы создать сценарий". Материалы, собранные во время командировки и содержавшие бытовые подробности юношеской жизни Кирова вызвали повышенный интерес Комиссии партийного контроля и, после ряда очных ставок и допросов были признаны "контрреволюционными". Результатом работы комиссии стало «донесение о контрреволюционной работе» на киностудии «Ленфильм» на имя Сталина и Ежова,  реакцией на которое стало отстранение директора Л. Г. Кацнельсона. Тогда же Беляев был обвинен в «контрреволюционной деятельности», исключен из партии и арестован, но вскоре освобождён. Его мать и приемный отец — военком Ефим Логвинович Беляев — были также репрессированы.
С 1936 года становится профессиональным литератором, выпустив повесть «Подростки», впоследствии ставшую первой частью крупнейшего произведения автора — трилогии «Старая крепость».
В 1938 году принят в Союз писателей СССР.
В 1941 году в составе народного ополчения участвовал в обороне Ленинграда, продолжал журналистскую работу. В феврале 1942 года по состоянию здоровья вместе с первой женой и сыном, который, не дожив до годовалого возраста, умер от дистрофии, по Дороге жизни эвакуирован в Мурманск. Оттуда попал в Архангельск, где по рекомендации Е. П. Петрова назначен военным корреспондентом Совинформбюро на Севере. Был сотрудником военной газеты «Патриот Родины». 
В августе 1944 года Беляева как корреспондента Всесоюзного радио направили в Западную Украину, включив в состав местной Чрезвычайной государственной комиссии по установлению и расследованию злодеяний немецко-фашистских захватчиков и их сообщников. По материалам работы в комиссии опубликовал ряд очерков, посвящённых разоблачению преступлений нацистов и украинских коллаборационистов на оккупированных территориях СССР. Составил список жертв резни львовских профессоров, организованной немецкими оккупантами в июле 1941 года. После войны продолжил занятие литературной работой, до 1960 года проживая во Львове, а позднее в Москве.
Владимир Павлович Беляев умер в Москве 11 февраля 1990 года, на 81-м году жизни. Похоронен на Троекуровском кладбище (участок № 2).

## Семья
Вторая жена — Татьяна Андреевна Забродина (1925—1993) — заслуженная артистка РСФСР, лауреат Сталинской премии.

### Рассказы
- «Детство»
- «Ровесники»

Сборники рассказов:
- «Украинские ночи» (1939)
- «Ленинградские ночи» (1942)
- «Голос Тараса» (1939)
- «Соседи»
- «Варвары с моноклями» (1942)
- «Залив в тумане» (1943)
- «Под небом Мурманска»
- «Свет во мраке»
- «Під чужими прапорами» (1956, в соавторстве с М.Рудницким)
- «Це було у Львові» (1960)
- «Ночные птицы» (1965)
- «Растлители сознания»
- «Я звинувачую!» (1978)
- «Останнє сальто Сірого» (1981)

### Повести
- «Старая крепость» (1935—1939)
- «Встреча под бомбами» (1943)
- «Граница в огне» (1948)
- «Застава над Бугом» (1949)
- «Опора земли» (1954)
- «На военных дорогах» (1956)
- «Разоблачение» (1960)
- «В поисках брода» (1963, в соавторстве с И.Подоляниным)
- «Кто тебя предал?» (1969; укр. Хто тебе зрадив?, 1967)
- «Ярослав Галан» (1971, в соавторстве с А. Елкиным)
- «В старинном доме» (1981)

### Романы
- Трилогия «Старая крепость»
  - «Подростки» («Старая крепость») (1936)
  - «Дом на Житомирской» («Дом с привидениями», «На берегах Днестра») (1941)
  - «Город у моря» (1950)

### Пьесы
- «Голубая звезда» (в соавторстве с Т. М. Лиозновой) (1954)

### Киносценарии
- «Старая крепость» (1938), по 1-й части романа
- «Голос Тараса» (1940)
- «Час расплаты» и «У старой няни» (1941, оба в соавторстве с М. Я. Розенбергом; вошли в «Боевой киносборник № 2»)
- «Тревожная молодость» (1954, с М. Ю. Блейманом)
- «Иванна» (1959, по повести «Кто тебя предал?»)
- «Желаю удачи» (1968, короткометражный)
- «До последней минуты» (1973)